# Michél Mazingu-Dinzey
Michél Sinda Mazingu-Dinzey (né le 15 octobre 1972 à Berlin en Allemagne) est un joueur de football germano-congolais (international congolais (RDC)), qui évoluait au poste de milieu de terrain, avant de devenir ensuite entraîneur. Il est actuellement le sélectionneur d'Antigua-et-Barbuda depuis le 7 mars 2019.

## Biographie

### Carrière de joueur

#### Carrière en sélection
Avec l'équipe du Zaïre puis de la RDC, il joue 33 matchs (pour 3 buts inscrits) entre 1996 et 2004[réf. nécessaire].
Il figure dans le groupe des sélectionnés lors des Coupes d'Afrique des nations de 1996, de 2000 et de 2004. Il atteint les quarts de finale de cette compétition en 1996.
Il joue également deux matchs comptant pour les tours préliminaires de la coupe du monde 1998, et deux matchs comptant pour les tours préliminaires de la coupe du monde 2002.

##### Buts en sélection
| Buts en sélection | Buts en sélection | Buts en sélection | Buts en sélection | Buts en sélection        | Buts en sélection | Buts en sélection                   |
|                   | Date              | Lieu              | Adversaire        | Score                    | Résultat          | Compétition                         |
| ----------------- | ----------------- | ----------------- | ----------------- | ------------------------ | ----------------- | ----------------------------------- |
| 1.                | 23 avril 2000     | Kinshasa          | Djibouti          | 4-1 (1 but à 52e minute) | 9-1               | Coupe du monde 2002 (éliminatoires) |
| 2.                | 14 janvier 2001   | Kinshasa          | Ghana             | 1-0 (1 but à 10e minute) | 2-1               | CAN 2002 (éliminatoires)            |
| 3.                | 14 janvier 2004   | ? (Égypte)        | Égypte            | 1-2 (1 but à 52e minute) | 2-2               | Match amical                        |